# Gian Pietro Cossu
Gian Pietro Cossu (Bosa, 25 ottobre 1965 – Bogogno, 27 giugno 2005) è stato un carabiniere italiano, insignito di Medaglia d'Oro al Valor Civile alla memoria.
Cossu era sposato con Leila Bruno ed era papà di una bimba di quattro anni ed era in servizio presso la Stazione di Gattico quando venne ucciso da Angelo Sacco, che dalla finestra della sua abitazione sparò uccidendo altre due persone e ferendone altre sette.
Alla sua memoria è intitolata, dal 14 aprile 2021 la caserma, sede della Stazione CC di Landriano (PV).